# Горностаевка (станция)
Горноста́евка — железнодорожная станция Юго-Западной железной дороги. По характеру основной работы является промежуточной, по объёму выполняемой работы отнесена к 5 классу. Расположена на территории Черниговской области Украины рядом с посёлком городского типа Добрянка и в четырёх километрах от одноимённого села. Контрольно-пропускной пункт украинской таможни Горностаевка — Терюха (Беларусь) на участке Юго-Западной железной дороги Чернигов — Гомель.

## Происхождение названия
Несмотря на то, что станция находится вблизи посёлка Добрянка, своё название станция получила от названия села Горностаевка, расположенного в 5 километрах от станции. Такое название связано с выходом указа об отмене одинаковых названий станций (станция «Добрянка» была в Пермской области), и использовании альтернативных названий.

## История
Станция была открыта в 1930 году в составе новой ж/д линии Чернигов—Новобелицкая. На станции осуществлялись приём и выдача багажа, продажа билетов на поезда местного и дальнего следования, приём и выдача грузов повагонными отправками открытого хранения на местах общего пользования, приём и выдача грузов на подъездных путях.
Станция была построена в 1916 году, а активно начала эксплуатироваться с 1928 года. По сведениям, приводимым начальником станции Леонидом Бортником, до 1941 года Горностаевка подчинялась Белорусской железной дороге. До Великой Отечественной войны на станции работали железнодорожная больница и телеграф и она являлась станцией третьего класса, в послевоенное время перешла в четвёртый, а затем в пятый класс станций.
В советское время через станцию ежедневно проходили 8 пар дизельных поездов сообщением Гомель—Горностаевка, проводились активные погрузочные работы. В независимой Украине грузо- и пассажирооборот станции уменьшились: она ежедневно обрабатывает два грузовых вагона и предоставляет услуги 30—50 пассажирам.
После распада СССР и образования независимых государств станция стала пограничной станцией Украины, где пассажиры транзитных поездов и грузов, идущих на Киев с направлений Санкт-Петербурга и Минска, проходят украинский таможенный контроль.

## Поезда дальнего следования
| № поезда | Маршрут движения  | № поезда | Маршрут движения       |
| -------- | ----------------- | -------- | ---------------------- |
| 53       | -                 | 54       | Санкт-Петербург — Киев |
| 93       | Одесса — Минск    | 94       | Минск — Одесса         |
| 159*     | -                 | 160*     | Минск — Евпатория      |
| 485*     | -                 | 486*     | Барановичи — Феодосия  |
| 853      | Чернигов — Гомель | 854      | Гомель — Чернигов      |

Звёздочкой отмечены поезда, курсирующие только в летний период.